# Письмо Януковича
«Письмо Януковича» (укр. Лист Януковича) — обращение фактически отстранённого от власти президента Украины Виктора Януковича к президенту России Владимиру Путину с предложением «провести двусторонние консультации согласно статье 7 Договора о дружбе, сотрудничестве и партнёрстве», обсудить ситуацию на Украине и возможность «использования отдельных подразделений Вооружённых Сил Российской Федерации дислоцированных в Украине» с целью «восстановления законности, мира, правопорядка, стабильности и защиты населения Украины», в частности возможность и состояние готовности к исполнению заданий касательно «временного исполнения отдельных миротворческих функций, в том числе полицейской» и ряда других задач, датированное 1 марта 2014 года.
К документу прилагалось «заявление президента Украины» (укр. заява президента України), в котором Янукович просил главу российского государства об использовании Вооружённых сил Российской Федерации «для восстановления законности, мира, правопорядка, стабильности и защиты населения Украины». В 2019 году украинский суд признал письмо Януковича к Путину актом «государственной измены» и «пособничеством в агрессивной войне» России против Украины.

## Контекст

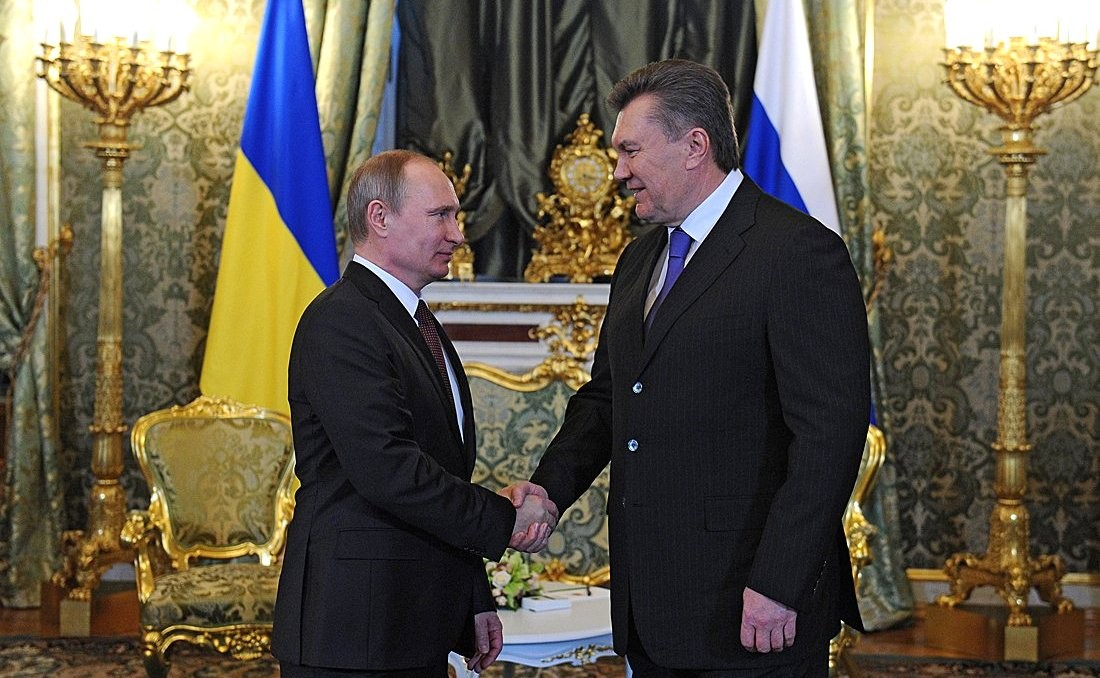
Янукович и Путин, 17 декабря 2013 года

21 ноября 2013 года правительство Украины приостановило подготовку соглашения об ассоциации с Европейским союзом, что привело к массовым протестам в центре Киева.
Историки рассматривают данные события, совместно с Евромайданом, как революцию («Революция достоинства»). В российской пропаганде и в заявлениях российских политиков события часто называются «государственным переворотом», в то время как историки оценивают как переворот последующие действия РФ в Крыму, когда вскоре после бегства Януковича российские военные в ходе тайной специальной операции заменили местное правительство в Крыму российскими доверенными лицами, и Россия поручила им подготовить регион к российской аннексии.

## История
3 марта 2014 года постоянный представитель России при ООН Виталий Чуркин на внеочередном заседании Совета Безопасности ООН заявил, что уполномочен сообщить о получении президентом России обращения президента Украины Виктора Януковича, после чего зачитал собравшимся датированное 1 марта письмо с просьбой об использовании российских вооружённых сил для «восстановления законности, мира, правопорядка, стабильности и защиты населения Украины», а также продемонстрировал его фотокопию. Позже обращение было официально зарегистрировано Чуркиным в соответствии с процедурами документооборота в ООН. В то же время постоянный представитель Украины при ООН Юрий Сергеев оспорил законность просьбы Януковича, поскольку, согласно Конституции Украины, исключительным правом принимать решение о допуске на украинскую территорию подразделений вооружённых сил других государств обладает Верховная рада.

## Последствия
ПРЕЗИДЕНТА УКРАИНЫ
Как законно избранный Президент Украины, заявляю:
События на Майдане, незаконный захват власти в Киеве привели к тому, что Украина оказалась на пороге гражданской войны. В стране царят хаос и анархия. Жизнь, безопасность и права людей, особенно на Юго-востоке и в Крыму, под угрозой. Под воздействием западных стран осуществляется открытый террор и насилие. Люди преследуются по политическим и языковым признакам.
В тот же день, 1 марта, Путин направил в Совет Федерации обращение «об использовании Вооружённых Сил Российской Федерации на территории Украины», после чего члены Совета Федерации на своём внеочередном заседании «единогласно» удовлетворили обращение президента России, постановив «дать согласие Президенту Российской Федерации на использование Вооруженных Сил Российской Федерации на территории Украины до нормализации общественно-политической обстановки в этой стране». Председатель комитета Совфеда по конституционному законодательству, правовым и судебным вопросам, развитию гражданского общества Андрей Клишас сообщил, что в Совет Федерации «поступило обращение президента Украины Виктора Януковича», которого оказалось «достаточно, чтобы нам поддержать обращение, которое направил президент РФ». Наблюдатели отмечали, что голосование прошло с процедурными нарушениями: после открытия заседания для голосования зарегистрировались лишь 78 из 166 сенаторов, что означает отсутствие кворума, а уже через минуту — 85 законодателей, на одного человека больше минимального ограничения по объявлению заседания открытым. Данный факт председатель СовФеда Валентина Матвиенко объяснила тем, что опоздавших собирали «штучно» и они попросили «присоединить их голоса», однако для этого по регламенту следовало провести перерегистрацию, для чего требовалось принять отдельное решение. Этого, однако, не было сделано, и в итоге уже 90 сенаторов единогласно проголосовали за использование российских войск на территории Украины.
4 марта в беседе с российскими журналистами Путин заявил, что «у нас есть прямое обращение действующего и легитимного […] президента Украины Януковича об использовании Вооружённых сил для защиты жизни, свободы и здоровья граждан Украины» и «мы оставляем за собой право использовать все имеющиеся у нас средства для защиты этих граждан» — «русских и украинцев, вообще русскоязычное население, проживающее в восточных и южных регионах Украины». При этом на вопрос журналиста — «Это [в Крыму] были российские солдаты или нет?», Путин ответил, что «это были местные силы самообороны. Посмотрите на постсоветское пространство — там полно формы, похожей на российскую. Да пойдите в магазины и купите. Нет, это силы местной самообороны». На вопрос о возможности аннексии Крыма Россией Путин заявил, что такой вариант «не рассматривается». При этом он добавил: «И я вообще полагаю, что только граждане, проживающие на той или иной территории, в условиях свободы волеизъявления, в условиях безопасности могут и должны определять свое будущее». Однако именно письмо Януковича послужило оправданием и легитимизацией аннексии Крыма Россией, произошедшего при содействии Вооружённых сил РФ.
25 июня Совет Федерации отменил постановление об использовании российских войск на территории Украины. Окончательно президент Путин признал широкомасштабное использование российских Вооружённых сил в Крыму лишь годом позже, в интервью для фильма «Крым. Путь на Родину».

## Расследование на Украине
17 января 2017 года Генеральный прокурор Украины Юрий Луценко заявил о получении Генеральной прокуратурой Украины по запросу в секретариат ООН заверенной фотокопии письма Виктора Януковича. В Генеральной прокуратуре рассматривают это письмо как неопровержимое документальное доказательство государственной измены бывшего президента. Через день в украинских СМИ были опубликованы фотокопии письма Януковича, а также письма Виталия Чуркина, заверяющего подлинность документа. 15 февраля Луценко сообщил, что эмигрировавший на Украину бывший депутат Государственной думы от КПРФ Денис Вороненков в ходе дачи показаний в рамках дела Януковича сообщил, что президент Украины направил два письма с просьбой о вводе войск — «одно президенту РФ Владимиру Путину, второе — российской Госдуме»
20 февраля Виталий Чуркин скоропостижно скончался в Нью-Йорке; причина смерти не была обнародована. Через два дня, 22 февраля, Виктор Янукович заявил на пресс-конференции, что направлял Путину не письмо, а заявление, в котором при этом «не просил вводить войска на Украину». 7 марта исполняющий обязанности начальника Главного управления международно-правового сотрудничества Генеральной прокуратуры России Денис Грунис в ответе на запрос начальника Управления международно-правового сотрудничества и европейской интеграции Генеральной прокуратуры Украины Евгения Пикалова сообщил, что «ни в Администрацию президента Российской Федерации, ни в Совет Федерации Федерального собрания Российской Федерации какое либо заявление Януковича В. Ф. с просьбой использовать Вооружённые силы Российской Федерации на территории Украины не поступало и этими государственными органами не рассматривалось».
16 марта пресс-секретарь президента РФ Дмитрий Песков сообщил, что «никакого письма официально в администрацию президента не поступало» и «никакого подобного документа в администрации президента не регистрировалось». Объяснить факт демонстрации документа на заседании Совбеза ООН Песков не смог. Однако уже 17 марта официальный представитель Министерства иностранных дел России Мария Захарова в комментарии радиостанции «Говорит Москва» сказала, что официального обращения Януковича к Путину не было, так как «это не письмо», а «заявление Януковича», и «Чуркин был уполномочен его процитировать в Совете безопасности ООН, о чём открыто заявил. Также заявление было распространено в качестве документа СБ», что, по её словам, является «обычной практикой доведения до членов Совета актуальных материалов». Впоследствии Захарова написала на своей странице в соцсети «Facebook», что «заявление было подписано президентом Украины, зачитано в СБ ООН в качестве весьма показательной информации о ситуации на Украине, но никаких решений по нему в АП или в Совфеде России не принималось». В СМИ, отслеживающих эту ситуацию, высказывались предположения, что противоречивые высказывания российских официальных лиц имеют целью помочь Виктору Януковичу избежать ответственности по уголовному делу о государственной измене, заведённому на него на Украине.
23 марта Денис Вороненков был убит в центре Киева. Генеральный прокурор Юрий Луценко назвал убийство Вороненкова «обычной для Кремля показательной казнью свидетеля», а президент Украины Пётр Порошенко сказал, что он «был одним из главных свидетелей российской агрессии против Украины и, в частности, роли Януковича во вводе на Украину российских войск».
4 мая в интервью агентству ТАСС сенатор Андрей Клишас опроверг слова, сказанные им в начале марта 2014 года, заявив, что «каких-либо обращений Януковича о вводе войск РФ на Украину и иного содержания в СФ не поступало, в состав документов по повестке дня не включалось, между членами СФ не распространялось и предметом рассмотрения […] не было». В мае—июне того же года главный военный прокурор Украины Анатолий Матиос в интервью украинским СМИ заявил, что в рамках дела Януковича сотрудники военной прокуратуры «получили заверенные официальными печатями ООН, миссии Украины при ООН документы, которые предоставлял господин Чуркин от имени РФ». 28 сентября было сообщено, что по результатам лингвистической экспертизы «призывов к изменению границ Украины и свержению ее конституционного строя в интервью СМИ, публичных высказываниях Януковича и в письме от 1 марта 2014 года нет», однако «высказывания Януковича и его письмо Путину могли быть использованы для проведения действий, нарушающих суверенитет и неприкосновенность границ Украины». 11 декабря при даче свидетельских показаний бывший премьер-министр Украины Арсений Яценюк сказал на слушаниях в Оболонском суде Киева, что «обращение Януковича сыграло ключевую роль в легитимизации ввода российских войск [в Крым]. Я не исключаю, что о таком заявлении Виктор Янукович и Владимир Путин договорились. Это было очень важное заявление для России, им она хотела легитимизировать ввод войск, избежать ответственности по незаконной аннексии Крыма, в том числе в международных структурах».
|                 |      |      |      |                 |
| Обращение: с. 1 | с. 2 | с. 3 | с. 4 | Заявление, с. 5 |

2 марта 2018 года на пресс-конференции в ТАСС в Москве Янукович вместе со своим адвокатом Виталием Сердюком обнародовал и представил журналистам оригинал обращения в адрес президента России на пяти листах машинописного текста, в том числе и отдельное приложение к нему в виде «заявления». Несмотря на то, что текст заявления полностью совпадает с письмом, зачитанным Чуркиным, в том числе по части просьбы «применить вооруженные силы Российской Федерации», Янукович заявил, что просил Путина не о вводе войск, а о проведении консультаций о введении «полицейской миротворческой миссии».
В апреле 2018 года бывший начальник Генерального штаба Вооружённых сил Украины Юрий Ильин по видеосвязи из Крыма заявил заседанию Оболонского суда Киева, что вместе с командующим Внутренними войсками МВД Украины Станиславом Шуляком принимал участие в консультации Януковича по составлению им письма Путину по части вопроса о «возможности развертывания полицейской или миротворческой миссии». В апреле Шуляк по видеосвязи из Симферополя подтвердил эти показания, отметив, что участвовал в обсуждении только «одного вопроса — миротворческой полицейской миссии с участием Вооруженных сил Российской Федерации или других стран-подписантов мирового соглашения», добавив, что присутствие российских войск предусматривалось на всей территории Украины «чтобы обеспечить недопустимость конфликта, не допустить кровопролития», а на уточняющий вопрос прокурора о том, на всей ли территории Украины должны были стоять войска, ответил утвердительно — «Конечно, ведь конфликт был на всей территории Украины!». В августе государственный обвинитель по делу Януковича прокурор Руслан Кравченко подтвердил в интервью «Громадскому телевидению» дачу показаний Шуляком и Ильиным, отметив, что написание письма является «первым преступлением обвиняемого Януковича»:
Понятие «использовать войска» включает в себя ввод войск. Ведь чтобы использовать войска на территории другого государства, сначала их надо ввести. 1 марта подписали это обращение. Мир увидел его на заседании Совбеза ООН 3 марта, когда его там показал постпред РФ Виталий Чуркин. Это заявление зарегистрировали в качестве официального документа ООН, предоставленного делегацией России. Ведь Чуркин не просто заявлял что-то. Ему выдали специальную грамоту, в которой говорится: «Прошу Чуркину верить так же, как мне, он представляет Россию в Совбезе ООН». Еще один важный момент. После этой демонстрации Чуркина, 4 марта была большая пресс-конференция президента РФ Путина. И прозвучала очень важная фраза о том, что единственная законная возможность использовать российские войска на территории Украины — это заявление действующего президента Украины, и оно есть. Создается впечатление (и это подтверждают показания бывшего депутата Госдумы РФ Ильи Пономарева), что до 3 марта Россия не знала, как легализовать свои действия на территории Украины. И пришли к выводу, что они могут использовать якобы действующего президента, который подпишет это заявление.
Согласно данным прокуратуры, Янукович в момент написания письма находился в неустановленном месте на территории России. 24 января 2019 года Оболонский районный суд Киева признал письмо Януковича к Путину актом «государственной измены» и «пособничеством в агрессивной войне» России против Украины.